# Albert Bruce Sabin
Albert Bruce Sabin (Białystok, 1906. augusztus 26. – Washington, 1993. március 3.)  lengyel-amerikai bakteriológus, virológus és gyermekgyógyász.

## Életpályája
1906. augusztus 26-án született Białystokban, a mai Lengyelország területén. Családjával 1921-ben emigrált az Amerikai Egyesült Államokba. A New York Egyetemen kapott orvosi diplomát 1931-ben, 1935-től dolgozott a Rockefeller Intézetben, ahol sikerült a gyermekbénulás vírusát emberi testből kivett szöveten szaporítania. A második világháború egy időre megszakította kutatásait, de végül több mint húszéves kutatómunkával olyan vakcinát fejlesztett ki, ami immunissá tette a bél falait és gátolta a kórokozó szaporodását. 1954-ben állította elő a gyermekbénulás elleni védelmet nyújtó poliomyelitis vakcinát. 1959-ben Sabin ajánlása szerint a Poliomyelitis Intézetben kifejlesztették az élő vakcinák előállításának technológiáját és számos kísérleti oltást készítettek. 1959 második felében a Szovjetunióban 13,5 millió gyermeket immunizáltak. A vakcinának köszönhetően a polio vírus már csak néhány afrikai országban lelhető fel.
Az egész szakmai pályafutására a fáradhatatlan és briliáns kutatás volt jellemző. Kései éveiben a vírusok és a rák betegség kapcsolatával foglalkozott.
1965-ben a Magyar Tudományos Akadémia tiszteleti tagja lett.